# Carybdea marsupialis
Die Carybdea marsupialis zählt als Würfelqualle innerhalb der Familie Carybdeidae zur Gattung Carybdea. Wissenschaftlich beschrieben wurde die Art im Jahre 1758 von dem schwedischen Naturwissenschaftler Carl von Linné.

## Merkmale
Der milchig weiße und beinahe durchsichtige Schirm von Carybdea marsupialis erreicht bei einer Breite bis 30 mm eine Höhe von bis zu 40 mm, selten können größere Exemplare auftreten. Über den gesamten Schirm verteilt verfügt die Meduse über zahlreiche, kleine und gelbliche Nesselwarzen. Der Schirm ist typisch würfelförmig, ihm entspringen insgesamt vier Tentakel, je Ecke einer, die eine Länge von bis zu einem Meter aufweisen können. An den Tentakeln wurden drei Typen von Nesselzellen gefunden: heterotriche mikrobasische Eurytele, flache holotriche Isorhizen und rundliche holotriche Isorhizen. Die Pedalia und der Schirm sind mit holotrichen Isorhizen und einem nicht weiter identifizierten Typ einer kleinen, tropfenförmigen Nesselzelle bewehrt. Die gastrischen Cirren enthalten heterotriche mikrobasische Eurytele.

## Lebensweise

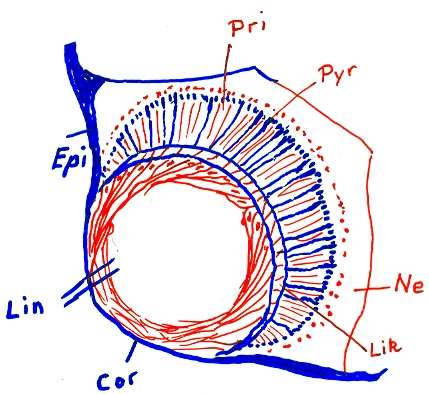
Auge von Carybdea marsupialis, Epi=Epidermis
Cor=Cornea, Augenhornhaut
Lin=Linse (teilweise glasklar, teilweise noch mit erkennbaren Zellen (rot eingezeichnet))
Lik=Linsenkapsel
Pri=Prismenzellen
Pyr=Pyramidenzellen

Carybdea marsupialis lebt räuberisch von Zooplankton, oft in seichteren Gewässern. Dabei kann sie sich mit einer Geschwindigkeit zwischen 3 und 6 Metern pro Minute fortbewegen. Wie die meisten Arten ihrer Gattung verfügt auch Carybdea marsupialis über vergleichsweise hochentwickelte Linsenaugen, mit deren Hilfe sich die Meduse wahrscheinlich orientiert und sogar Hindernisse wie ein Ruder erkennen und ihnen ausweichen kann. Diese Art kann in kleineren Schwärmen auftreten.

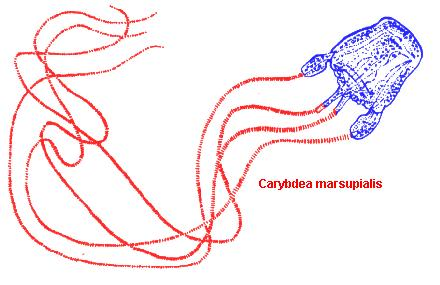
Körperbau: Carybdea marsupialis

## Ernährung
In Mägen von Carybdea marsupialis im Mittelmeer wurden als hauptsächliche Beutetiere Ruderfußkrebse, Schwebegarnelen und Flohkrebse (Gammaridea), daneben auch Vielborster und juvenile Fische gefunden.

## Toxikologie
Das Toxin von Carybdea marsupialis weist insbesondere zytotoxische (gewebezerstörende) Eigenschaften auf. Der Kontakt mit den Nesselzellen führt zu einer äußerst schmerzhaften Reaktion in Verbindung mit über Stunden anhaltenden, brennenden Schmerzen. Die Rötung der Haut kann ein bis zwei Tage andauern, außerdem tritt regelmäßig eine ausgeprägte Urtikaria (Nesselsucht) auf. Trotz der heftigen Reaktion ist eine Intoxikation (Vergiftung) durch Carybdea marsupialis nicht so gefährlich wie durch einige verwandte Arten (z. B. Chironex fleckeri) und bleibt meist auf lokale Symptome beschränkt. Die Behandlung erfolgt durch Einreiben mit verdünntem Weinessig und durch Kühlung der betroffenen Hautpartie, unter Umständen sollte ein Arzt konsultiert werden.
Rottini et al. (1995) wiesen ein hitzelabiles Protein ohne Phospholipaseaktivität mit einer Molekülmasse von 102–107 kDa nach, welches sich durch hämolytische Aktivität auszeichnet. Im Versuch waren Erythrozyten des Schafes empfindlich, nicht jedoch die von Menschen oder Hasen. Der Effekt beruht vermutlich auf einer Porenbildung in der Biomembran der Erythrozyten.

## Vorkommen
Carybdea marsupialis ist der einzige Vertreter der Würfelquallen im Mittelmeer, hier wurde sie in den Küstenregionen der Riviera, der Italienischen Adria sowie Nordafrikas nachgewiesen. Außerdem ist sie im tropischen Atlantik, im Südpazifik, im Indischen Ozean und um die Philippinen verbreitet.